# باباآدم خوئی
باباآدم خوئی (نام علمی: Arctium palladinii) نام یک گونه از سرده بابا آدم است.